# Simulium flexibranchium
Simulium flexibranchium är en tvåvingeart som beskrevs av Crosskey 2001. Simulium flexibranchium ingår i släktet Simulium och familjen knott.
Artens utbredningsområde är Grekland. Inga underarter finns listade i Catalogue of Life.